# Shi Jun
Shi Jun (*Dalian, China, 9 de octubre de 1982), futbolista chino. Juega de delantero y su primer equipo fue Dalian Shide.

## Selección nacional
Ha sido internacional con la Selección de fútbol de China, ha jugado 4 partidos internacionales.
- Datos: Q715577